# Fenêtre en baie
Pour un article plus général, voir Oriel.

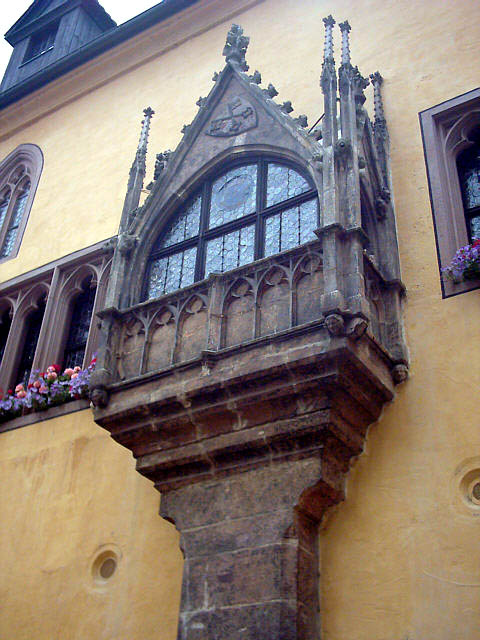
Fenêtre en baie à Ratisbonne.

Une fenêtre en baie ou fenêtre en avancée ou oriel, en anglais : bay window, est un espace de fenêtre en saillie vers l'extérieur (encorbellement) depuis les parois principales d'un bâtiment créant la formation d'une pièce avec baie vitrée, formant un plan rectangulaire ou trapézoïdal.

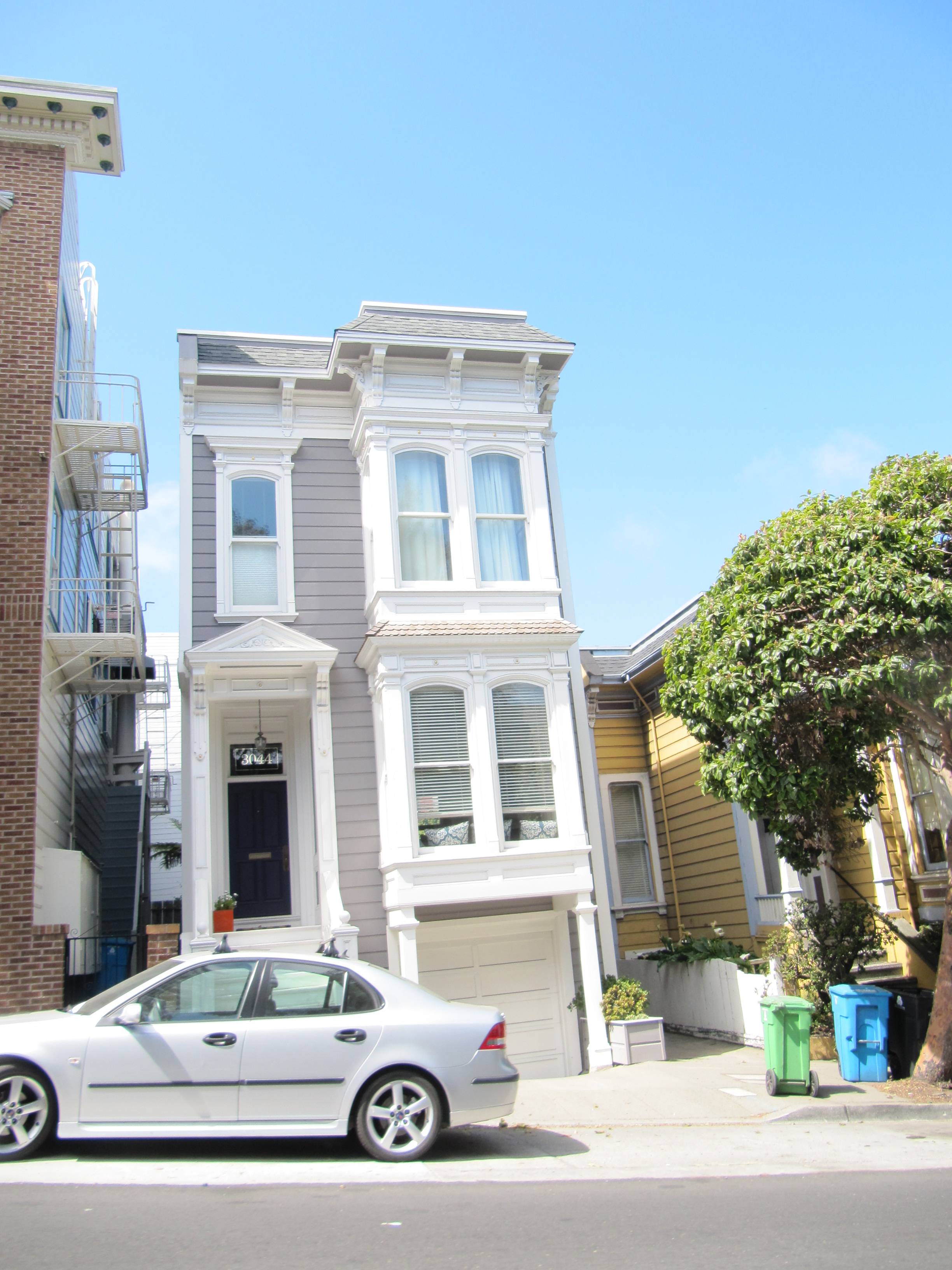
Fenêtre en baie dans une rue de San Francisco.

La fenêtre en baie ou « bay window » ne doit pas être confondue avec le « bow window » ou baie vitrée incurvée dont les deux faces latérales ne sont pas perpendiculaires, mais diagonales à la paroi du bâtiment, et sont de surcroît vitrées.